# Carabus sylvestris
Carabus sylvestris es una especie de insecto adéfago del género Carabus, familia Carabidae. Fue descrita científicamente por Panzer en 1793.
Habita en Europa Central, desde los Alpes hasta los Cárpatos, también en Albania, Austria, Chequia, Francia, Alemania, Polonia, Italia, Rumania, Eslovaquia, Eslovenia, Suiza y Ucrania.
La longitud del cuerpo es de 17 a 25 mm, siendo una de las especies más grandes de este género. El color del escarabajo es bastante variable, desde el verde metálico hasta los tonos cobrizos, negruzcos, verdes oscuros y rojo cobre a bronce. Las patas de esta especie por oscuras y en algunas ocasiones puede variar a negro verdoso y es una característica distintiva de otras especies similares como Carabus linnei. Otras especies similares a Carabus sylvestris son Carabus hortensis, Carabus hungaricus y Carabus irregularis. El disco del pronoto es áspero y sus tentáculos son extensos con filas regulares.
Suele encontrarse en bosques y zonas montañosas, también se tienen reportes y avistamientos de Carabus sylvestris en colinas de 300 metros de altura sobre el nivel del mar. Estas especies se encuentran de mayo a septiembre (entre septiembre y octubre se refugian en sitios naturales y estratégicos) y es de hábitos nocturnos, aunque también suele salir en el día, donde se encuentran en musgos, debajo de rocas y piedras o incluso en ramas. Se alimenta principalmente de invertebrados y moluscos.

## Subespecies
- Carabus sylvestris haberfelneri
- Carabus sylvestris kolbi
- Carabus sylvestris redtenbacheri
- Carabus sylvestris sylvestris